# توشی‌آکی مگومی
توشی‌آکی مگومی (انگلیسی: Toshiaki Megumi؛ زادهٔ ۲۱ دسامبر ۱۹۶۴) کمدین، بازیگر، مجری تلویزیون، مجری روزنامه اهل ژاپن است.
از فیلم‌ها یا برنامه‌های تلویزیونی که وی در آن نقش داشته‌است می‌توان به وقتی که پرده دعا فرو می‌ریزد اشاره کرد.